# Unguriu (gmina)
Unguriu – gmina w Rumunii, w okręgu Buzău. Obejmuje miejscowości Ojasca i Unguriu. W 2011 roku liczyła 2415 mieszkańców.